# Ситон, Тэпли
Сэр Сэмюел Уэймут Тэпли Ситон (англ. Sir Samuel Weymouth Tapley Seaton; 28 июля 1950, Сент-Китс — 29 июня 2023) — генерал-губернатор Сент-Китса и Невиса с 19 мая 2015 по 31 января 2023 года (до 2 сентября 2015 года — исполняющий обязанности). Караиб по национальности.

## Образование
Ситон окончил начальное и среднее образование в школе Бастер в гимназии Сент-Китса и Невиса. Он продолжил дальнейшее обучение в Совете юридического образования, где получил диплом, и в университете Бордо во Франции, где получил диплом на французском языке. Получил степень бакалавра в области юриспруденции в ямайском кампусе университета Вест-Индии, стал бакалавром в области права. В дальнейшем защитил диплом в университете Бордо. В 1975 году поступил на государственную службу, став коронным советником в палате генерального прокурора и регистратором Высокого суда страны. В 1980—1995 годах — генеральный прокурор Сент-Китса и Невиса.

## Карьера
Поступил на судебную службу в Сент-Китс-Невисе и был секретарём Верховного суда, проректором и исполняющим обязанности дополнительного магистрата. В 1975 году Ситон служил главным адвокатом у генерального прокурора и выполнял функции секретаря Высокого суда. В 1980 году стал генеральным прокурором Сент-Китса и Невиса, занимая эту должность до 1995 года. В 1988 году был назначен королевским адвокатом, став первым выпускником юридического факультета Университета Вест-Индии, удостоенным этого звания. Произведён в командоры Королевского Викторианского Ордена 23 октября 1985 года. Рыцарь Большого креста ордена Святых Михаила и Георгия с 9 ноября 2015 года.
Помимо своих служебных обязанностей, Ситон занимал посты в различных советах, национальных комитетах и организациях. Вот некоторые из этих должностей: директор МСМХ, в Торгово-промышленной палате, и Фригейт-Бее развития корпорации; Президент сохранения общества Сент-Китса (ныне Общество народного доверия Сент-Кристофер), Ассоциации адвокатов Сент-Китса и Невиса и Ассоциации адвокатов ОВКГ; вице-президент парка Бримстон-Хилл имени Святого Кристофера.

## Смерть
Умер 29 июня 2023 года в возрасте 72 лет, через пять месяцев после ухода с должности.